# 連勝文
連 勝文（1970年2月4日-）は、中華民国の政治家、実業家。

## 略歴
原籍は福建省漳州府龍渓県で、1970年2月4日に台湾台南市に生まれた。父の連戦は元中華民国副総統、中国国民党党首。母の連方瑀は東呉大学の教員。
再興中学卒業。輔仁大学法律系で学んだ後、コロンビア大学で造詣を深める。
2005年9月に中国国民党中央常務委員に選ばれた。
2007年12月29日、蔡依珊と結婚。
2009年10月11日の中国国民党第十八回代表大会で、中央常務委員に選出された。
2014年2月4日の台北市長選挙には中国国民党で出馬。
2014年11月29日に実施された台北市長選挙では、40.82%の得票率しか得られず、57.16%を得た無所属の柯文哲に惨敗した。

## 家族
- 曾祖父：連横（作家、『台湾通史』の作者）
- 祖父：連震東（元台北県長、国民大会代表）
- 父：連戦（元中華民国副総統、中国国民党主席）
- 母：連方瑀（元中華民国第二夫人）
- 弟：連勝武
- 妻：蔡依珊（台湾紅豆食府のマスター蔡綠峰の末女）
- 長男：連定捷（2008年2月）
- 次男：連安捷（2010年6月24日生）